# Medaglia di Giovanni Lanfredini
La medaglia di Giovanni Lanfredini è un'opera del medaglista Sperandio databile al 1478-1483 circa e nota in quattro copie, più due prove di conio. Le medaglie conosciute sono conservate a Berlino (due), a Brescia (Museo di Santa Giulia, Collezione Brozzoni) e a Milano, nel medagliere del Museo archeologico. Le prove di conio, due finora venute alla luce, sono invece entrambe in collezioni private.

## Storia
Giovanni Lanfredini fu un importante banchiere, uomo politico e ambasciatore nella Firenze del secondo Quattrocento, fedele alleato di Lorenzo de' Medici e committente di alcuni importanti artisti dell'epoca, tra cui soprattutto Antonio del Pollaiolo. 
La firma sulla medaglia ([Sp]erandei) rimanda all'artista a lungo attivo alla corte di Ferrara per gli Este, che gli venne probabilmente presentato dal fratello Jacopo Lanfredini, pure ambasciatore in ottimi rapporti col casato estense.  
La datazione viene in genere fissata tra il 1478, anno critico della Congiura dei Pazzi, e il 1483, anno della partenza del Lanfredini per Napoli. In particolare il conio sarebbe stato un modo per quietare le acque ridando fiducia ai creditori del Banco mediceo (di cui il Lanfredini era stato direttore della filiale di Venezia) dopo i drammatici fatti del '78, mostrando sicurezza economica e autorevolezza.

## Descrizione
Il Lanfredini è effigiato sul recto e, come di consueto, a mezza figura e di profilo, girato verso sinistra. Indossa il "lucco" e un berretto che lascia scoperte le orecchie e la fronte, facendo intravedere i capelli tagliati corti. In naso è piuttosto pronunciato, la bocca serrata, lievemente accennante a un sorriso. Lungo il bordo corre l'iscrizione IOHANNES DE LANFREDINIS DE FLORENTIA.
Il rovescio è molto più criptico: mostra un tempio di ispirazione classica davanti al quale si nota una figura di schiena, che è stata vista come nell'atto di entrare in chiesa; contro di essa (già interpretata come la Giustizia) un arciere, in basso a sinistra, sembra in atto di scagliare una freccia, mentre due angeli si vedono ai lati del frontone dell'edificio, suonanti un liuto. Sul bordo corre la scritta SIC PERERVNT INSAPIENTIVM SAGIPTE ET ILLVSTRANTVR IVST[I].
Analisi più specifiche, soprattutto sulla prova di conio fiorentina, hanno però evidenziato come la figura a destra sia probabilmente un uomo, forse legato (come si intravede nella copia di Milano) e inginocchiato di spalle, che farebbe quindi pensare alla figura di un san Sebastiano. Al martire rimanderebbe anche la forma dell'edificio classico, di albertiana memoria, che altro non sarebbe che una rappresentazione della chiesa di San Sebastiano di Mantova. Sebastiano in particolare sarebbe stato scelto come simbolo di Giuliano de' Medici, primo responsabile del Banco mediceo (si potrebbe dire oggi il "presidente"), caduto sotto i colpi dei congiuranti, assieme al direttore generale, Francesco Nori.
Inoltre Sebastiano era uno dei principali protettori contro la peste, e la sua devozione potrebbe essere legata all'epidemia che scoppiò a Venezia nella primavera del 1478, costringendo il Lanfredini e la sua famiglia a rifugiarsi prima a Padova e poi a Ferrara, nella "delizia" di Bellombra, dove avrebbe potuto facilmente entrare in contatto con il medagliere.